# ساندر
ساندر نام مهم‌ترین اثر داستانی ویلیام اچ. آرمسترانگ است که برنده جایزه نیوبری شده است. این کتاب توسط محمود حکیمی به فارسی ترجمه شده است.